# Liste der Kulturdenkmäler in Frankfurt-Altstadt

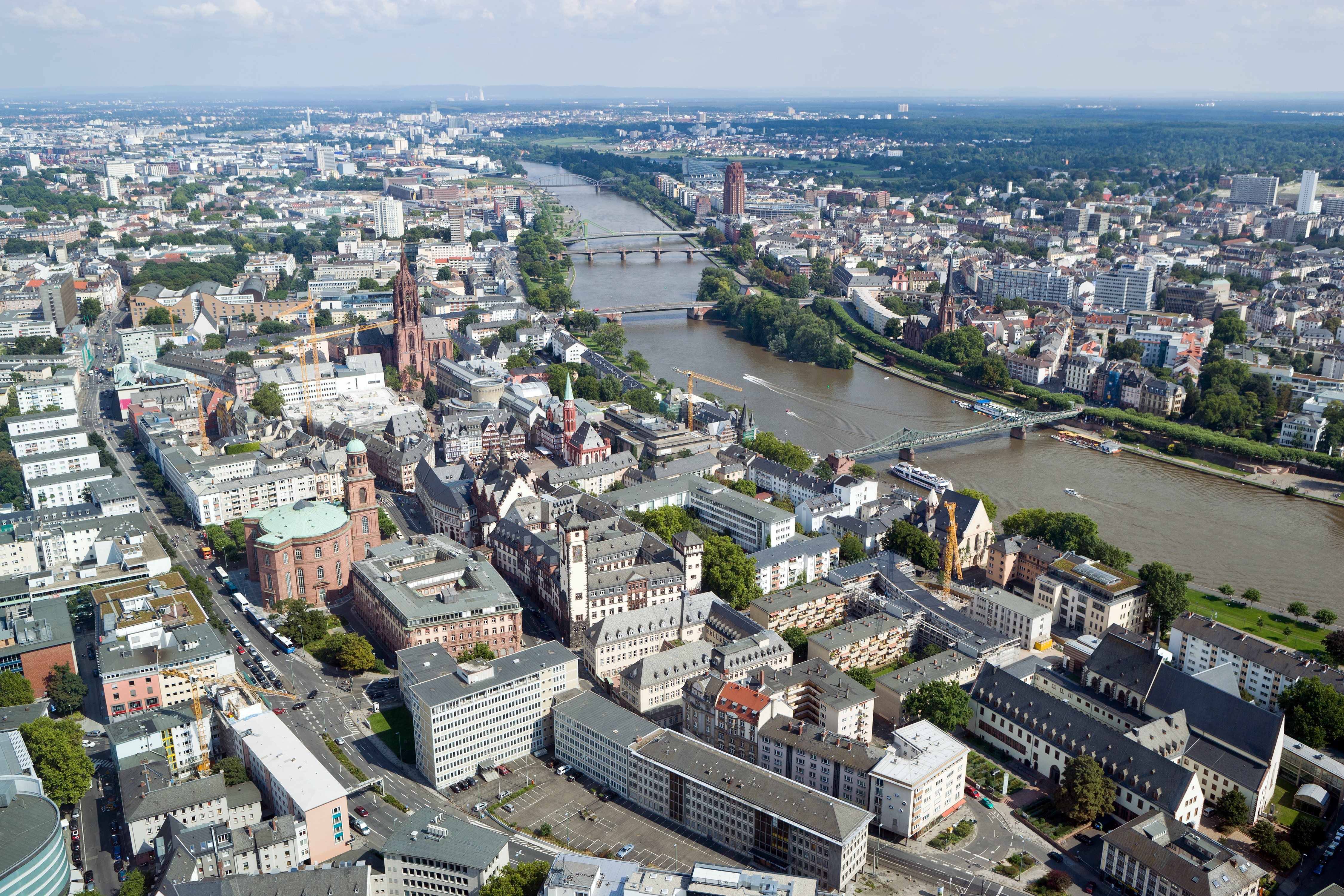
Der größte Teil des heutigen Stadtteils Frankfurt-Altstadt, vom Commerzbank Tower gesehen (August 2010). Der Bereich vor dem Dom ist das Herzstück des Dom-Römer-Projektes.

In der Liste der Kulturdenkmäler in Frankfurt-Altstadt sind alle Kulturdenkmäler im Sinne des Hessischen Denkmalschutzgesetzes in Frankfurt-Altstadt, einem Stadtteil von Frankfurt am Main aufgelistet.
Grundlage ist die Denkmaltopographie aus dem Jahre 1994, die zuletzt 2000 durch einen Nachtragsband ergänzt wurde. Zusätzlich wird auf die 2008 erschienene Ausgabe des Handbuchs der Deutschen Kunstdenkmäler für den Regierungsbezirk Darmstadt sowie das 1979 erschienene Werk Fachwerk in Frankfurt am Main zurückgegriffen, sofern dort aktuellere oder zusätzliche Informationen vorhanden sind. In der Denkmaltopographie überwiegend abgekürzte Namen von Architekten, Baumeistern und Künstlern sind, soweit möglich, nach der unter dem Abschnitt Werke zu Architekten und Künstlern genannten Literatur aufgelöst.

## Einleitung

### Vorgeschichte bis zur karolingischen Pfalzsiedlung

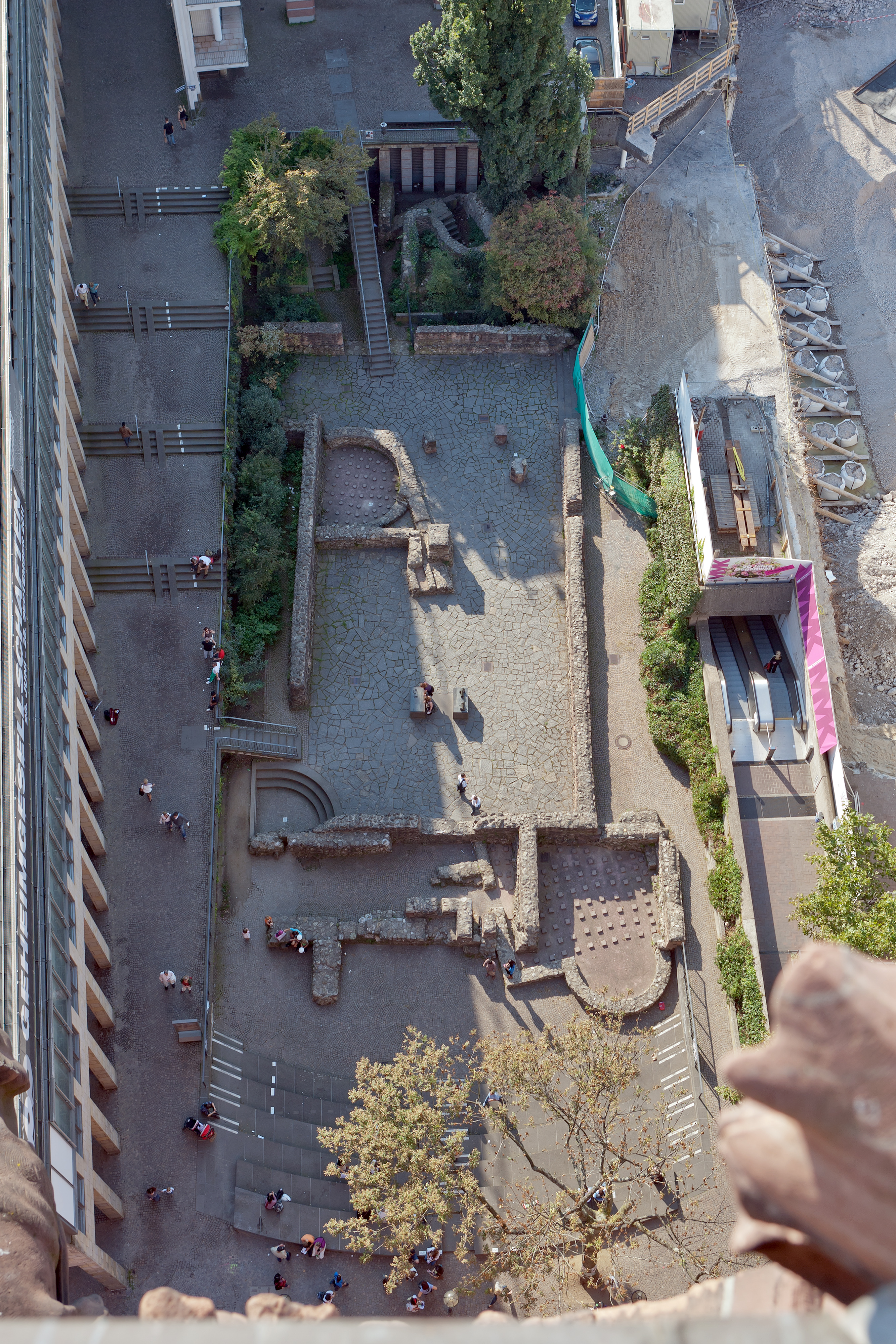
Reste ältester Siedlungsspuren auf dem Domhügel, darunter der Königshalle der karolingischen Pfalz des 9. Jahrhunderts, im ehemaligen Archäologischen Garten (inzwischen überbaut), vom Domturm aus gesehen (2011)

Die Frühgeschichte von Frankfurt am Main und damit auch des heutigen Stadtteils Frankfurt-Altstadt ist in ihrer Kontinuität aus verschiedenen Gründen nicht restlos geklärt. Zum einen existiert eine nur geringe schriftliche Überlieferung, zum anderen stellt sich die archäologische Befundlage so dar, dass die historische Keimzelle der Stadt, das Areal zwischen Dom und Römer, in den 1960er und 1970er Jahren der Ausschachtung einer Tiefgarage sowie einer U-Bahn-Station zum Opfer fiel, wobei nur Notgrabungen getätigt werden konnten. Davor und bei den Notgrabungen gesammelte archäologische Befunde sind bis heute in großen Teilen nicht ausgewertet.
Der Forschungsstand erlaubt gegenwärtig die Aussage, dass der Domhügel als hochwasserfreie Erhebung im Altstadtgebiet wohl seit der Jungsteinzeit regelmäßig, spätestens seit der Spätantike durchgehend besiedelt war. Beziehungen zwischen den Siedlungen verschiedener Zeitstufen, etwa der Römischen Niederlassung, der alamannischen oder merowingischen Epoche, sind nicht restlos gesichert bzw. geklärt. Auch eine Wohnbebauung in Form von Pfostenhäusern ist vor dem 9. Jahrhundert nicht nachgewiesen, die älteste Zeitschicht der frühmittelalterlichen Siedlung stellen vereinzelte Funde von meist als Werkstatt- oder Wirtschaftsbauten genutzten Grubenhäusern des 7. Jahrhunderts dar.
Mit der erstmaligen Erwähnung der Stadt unter dem heutigen Namen anlässlich einer Reichssynode durch Karl den Großen im Jahre 794 setzt die eigentliche Stadtgeschichte ein. Unter seinem Sohn Ludwig dem Frommen entstand im 9. Jahrhundert eine Königspfalz auf dem Dom-Römer-Areal, sein Sohn Ludwig der Deutsche stiftete 852 Salvatorstift und -kirche (später Bartholomäusstift und Dom). Damit waren zwei bedeutende Einrichtungen geschaffen, in deren Umfeld sich eine Stadt für Beamte, Handwerker und weitere mit ihnen wechselwirkende Berufe entwickeln konnte.
Die Altstadt wuchs zunächst nach Westen in Richtung des sogenannten Karmeliterhügels, einer weiteren hochwasserfreien Anhöhe, in dessen Zentrum sich die heutige Klosteranlage und Kirche befinden. Unter den ottonischen Herrschern erreichte sie um das Jahr 1000 eine nördliche Ausdehnung etwa im Zuge der heutigen Braubach- und Bethmannstraße. Das Stadtbild zu dieser Zeit ist anhand archäologischer Funde nur in geringem Umfang erforscht. Mit aller Vorsicht weisen jüngere Publikationen darauf hin, dass frühestens ab Mitte des 10. Jahrhunderts ein sehr lange andauernder Übergang vom Pfostenhaus zum Fachwerkbau mit Steinfundament vollzogen wurde.

### Stauferstadt und Mittelalter
Nachdem die karolingische Pfalz nach herrschender Forschungsmeinung wohl im 11. Jahrhundert durch einen Brand untergegangen war, weitete sich die Siedlungsaktivität erst unter aktiver Förderung der Staufer im 12. Jahrhundert wieder erheblich aus. Sie errichteten Mitte des 12. Jahrhunderts mit dem noch heute in Teilen aus dieser Zeit erhaltenen Saalhof eine Königsburg am Main und ließen das Stadtgebiet von einer nach ihnen benannten Mauer umfassen, die neben geringen erhaltenen Resten noch heute in der Stadtgestalt ablesbar ist.
Nach dem Ende der staufischen Herrschaft im 13. Jahrhundert bildete sich eine städtische Selbstverwaltung heraus, die 1219 mit der ersten Erwähnung der Bürgerschaft begann, sich über die initiale Erwähnung von Ratsherren 1266 fortsetzte und 1372 mit dem Erwerb des Schultheißenamtes vollendet war. In diese durch Erwerb zahlreicher kaiserlicher Privilegien auch erste politische und wirtschaftliche Blüte durch die schon damals im gesamten Reich bedeutende Frankfurter Messe fallen die meisten Kirchen- und Klostergründungen, die Errichtung der wichtigsten öffentlichen Gebäude, zuletzt des Rathauses durch Umbau 1405, und ein Großteil der Straßenanlagen, wie sie noch bis heute existieren oder bis zum Zweiten Weltkrieg erhalten waren.

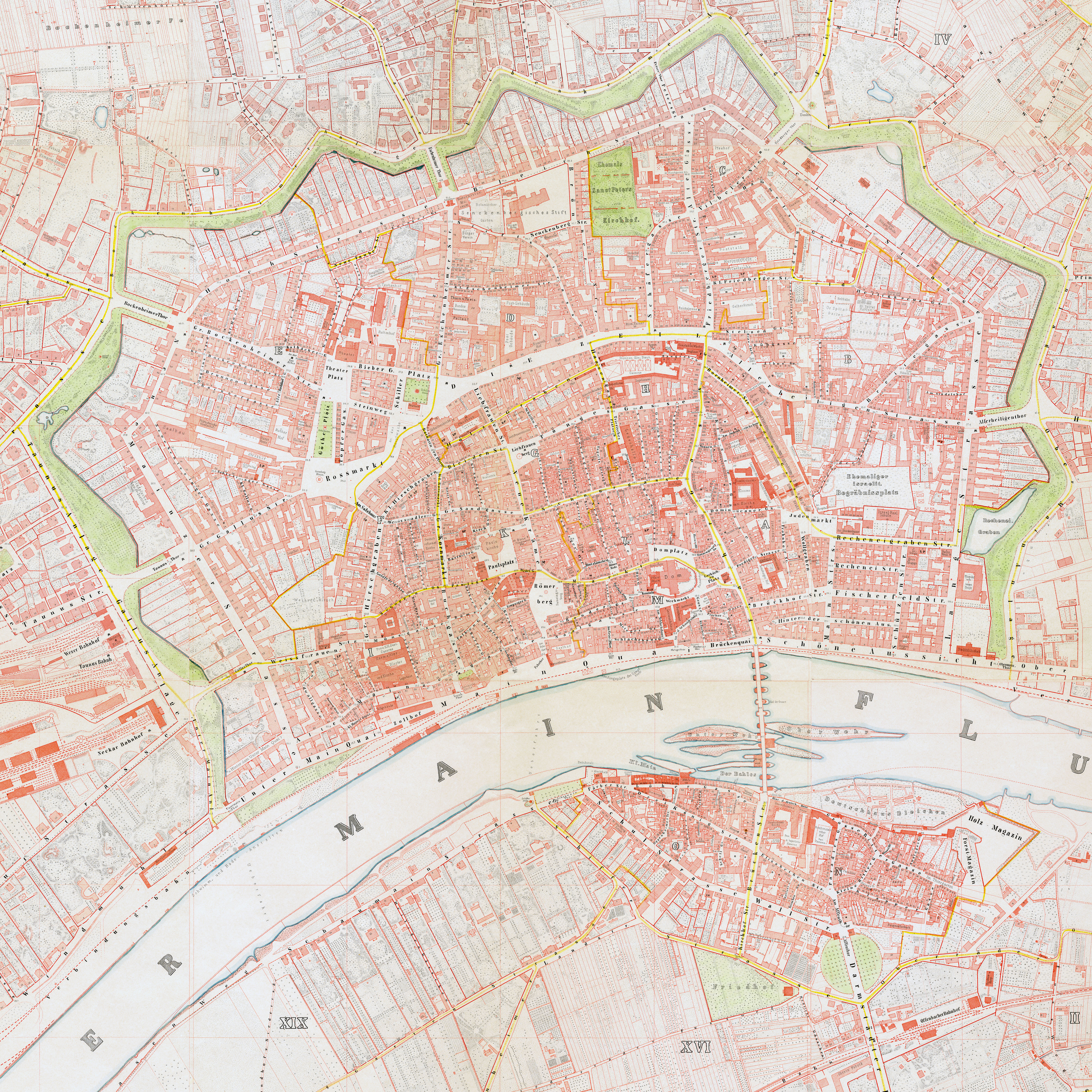
Frankfurt 1862 – bis auf die Liebfrauenstraße und die abgetragene Stadtbefestigung nahezu im unverfälschten Zustand des späten Mittelalters: Der älteste Teil der Altstadt zwischen Dom und Römer, die staufische Erweiterung auf eher regelmäßigem Raster bis zu den Grabenstraßen und die lose bebaute Neustadt dahinter sind deutlich erkennbar

Nach 1333 entwickelte sich jenseits der Stauferstadt bis hin zu den heutigen Wallanlagen eine Neustadt, die zwar nach dem 16. Jahrhundert zunehmend mit der Altstadt verschmolz, jedoch noch heute als eigener Stadtteil Frankfurt-Innenstadt von der historischen Altstadt abgegrenzt wird. 16. und 17. Jahrhundert brachten eine zweite wirtschaftliche Blüte, vor allem der Messe, und mit der Zuwanderung von Glaubensflüchtlingen auch die für die Altstadt bis zuletzt typische Bebauungsdichte und Architektur an der Wende von Spätgotik und Renaissance. Dabei herrschte stets die Fachwerkbauweise in einer großstädtischen Variante des fränkischen Bauernhauses vor, einzig bei den großen öffentlichen und einigen Dutzend Privatbauten handelte es sich um Steinhäuser.
In diesem Zustand blieb die Altstadt selbst im 18. Jahrhundert konserviert, obwohl dieses eine äußerst rege Bautätigkeit entfaltete. Kriege und Großbrände hatten die Substanz seit dem Hochmittelalter verschont und nie zu größeren Veränderungen des Stadtbildes geführt; konservative, das Bauwesen oft über Jahrhunderte beherrschende Handwerkerfamilien führten spätgotische Stilelemente wie die Giebelständigkeit mittels überdimensionaler Zwerchhäuser noch bis in das Barockzeitalter fort.

### Neuzeit bis zum Zweiten Weltkrieg
Das klassizistische Bauwesen des 19. Jahrhunderts veränderte zwar oberflächlich den Charakter zahlreicher Gebäude, aber ebenso wie beim anschließenden Bauboom im Historismus blieb die Altstadt von Veränderungen, die das Ensemble als Ganzes berührten, weitgehend ausgespart. Das städtische Leben verschob sich spätestens ab 1870 von der Alt- in die ehemalige Neu-, nun Innenstadt, und bald darüber hinaus. Diese für das Deutschland der Kaiserzeit keinesfalls selbstverständliche Entwicklung – andernorts gingen im Zuge der Modernisierung der Innenstädte ganze Stadtquartiere im Kern verloren – zeigte im Zuge einer sich massiv verschlechterten Sozialstruktur zunehmend ihre negativen Seiten: Die jahrhundertealte Bausubstanz befand sich, nun oft zweckentfremdet oder durch Mehrfachvermietung überbeansprucht, im Zustand rapiden Verfalls.

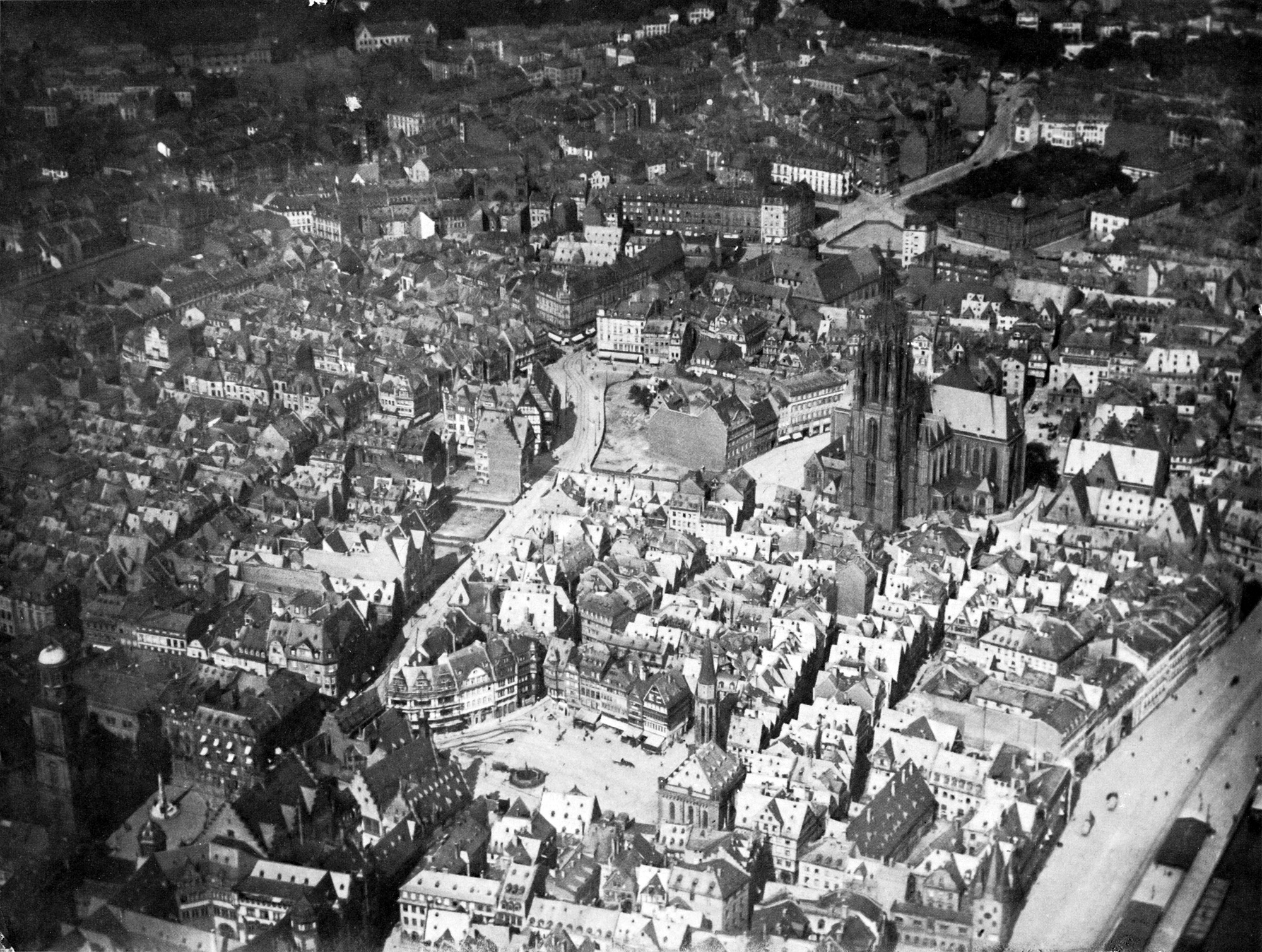
Das Luftschiffbild von 1911, das die große Ausdehnung des, keinesfalls jedoch den gesamten Stadtteil zeigt, lässt noch die Lücken erkennen, die der Durchbruch von Braubach- und Domstraße wenige Jahre zuvor geschlagen hatte

Als Lösung galten Straßendurchbrüche nach dem Pariser Vorbild, die man in Frankfurt am Main bereits seit Mitte des 19. Jahrhunderts praktizierte. Doch erst als Anfang des 20. Jahrhunderts mit dem Bau der Braubach- und Domstraße rund 100 Häuser an der Grenze von ältestem und staufischem Stadterweiterungsgebiet abgingen, wobei man auch die älteste Stadtmauer aufdeckte, war dies ein Vorgang, der in Publikationen ansatzweise denkmalpflegerische Bedenken erkennen ließ.
Trotz des Einsatzes von Bürgerinitiativen, allem voran dem Bund tätiger Altstadtfreunde unter Fried Lübbecke, mehrten sich nach dem Ersten Weltkrieg weiter, wenn auch stets vereinzelt, Abbrüche meist von Häusern, die die Stadt in ihren Besitz gebracht hatte. In den 1930er Jahren begann unter den Nationalsozialisten eine planhafte „Altstadtgesundung“, die jedoch weitgehend den Prinzipien der Flächensanierung verhaftet war und in ihrer Methodik selbst bei „Restaurierung“ mehr Substanz vernichtete als erhielt. Dennoch blieb die Frankfurter Altstadt bis zu ihrer praktisch vollständigen Zerstörung durch Bombardements im Oktober 1943 und März 1944 einer der besterhaltenen großflächigen Stadtkerne in Deutschland.

### Untergang und Entwicklung bis zur Gegenwart
Der bürgerliche Baubestand, der wohl um 2000 vorgründerzeitliche Gebäude umfasste, ging im Feuersturm nahezu vollständig unter. Auch fast alle öffentlichen Gebäude und Kirchen brannten aus, wurden mit Ausnahme der Weißfrauenkirche äußerlich meist originalgetreu, innerlich jedoch stark vereinfacht wiederhergestellt. Durch eine großzügige Verkehrsplanung im Sinne einer autogerechten Stadt gingen in der direkten Nachkriegszeit neben dem alten Straßen- und Quartiergrundriss auch vereinzelte Reste erhaltener Bausubstanz überwiegend verloren. Ehemals wichtige Nord-Süd-Verbindungen wie die Fahrgasse oder der Kornmarkt sind bedeutungs- und/oder funktionslos geworden.

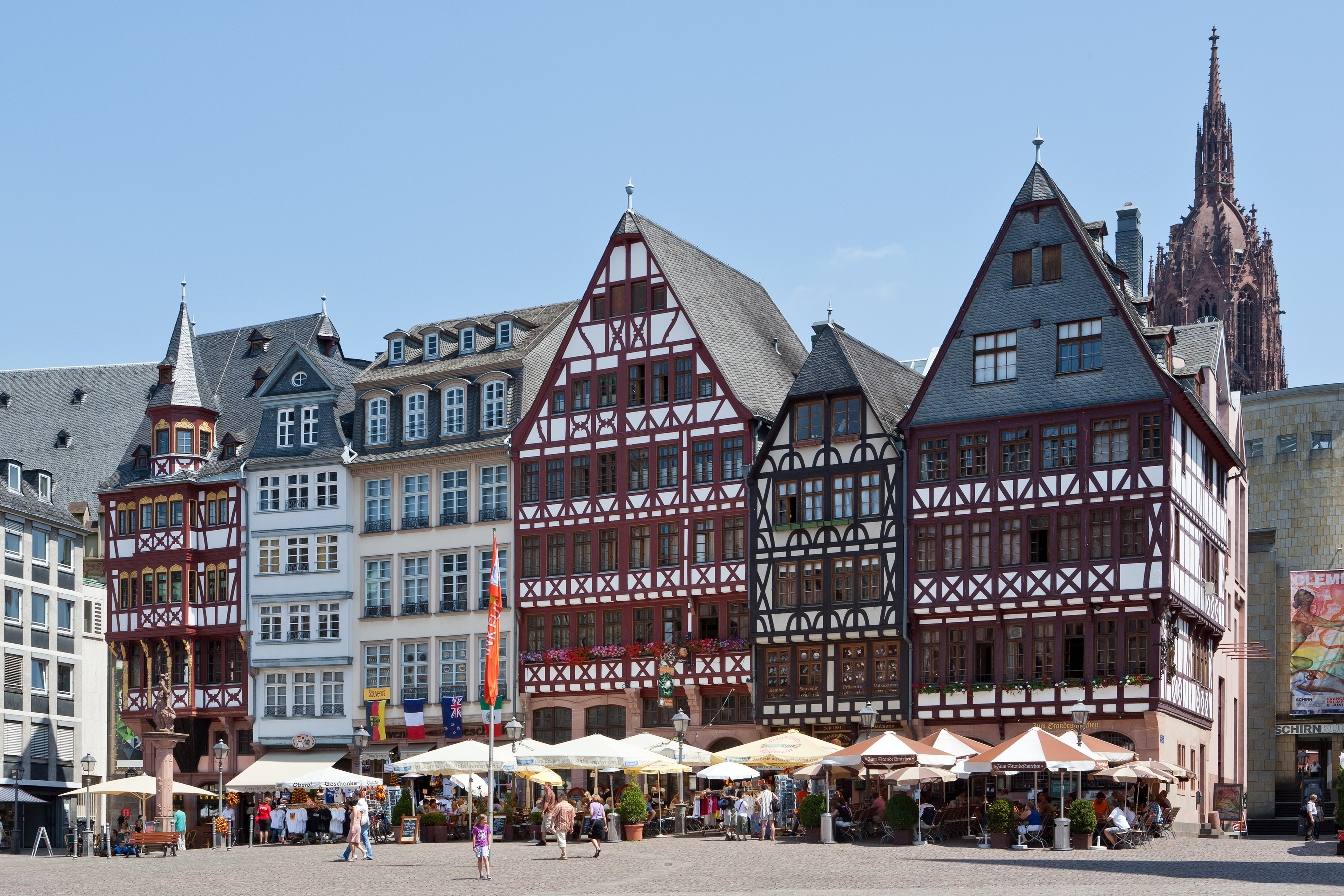
Rekonstruktionen aus den frühen 1980er Jahren am Römerberg – ein musterhafter Einblick in typische Frankfurter Bürgerhausarchitektur zwischen Spätgotik und Klassizismus

Auch brachten die folgenden Jahrzehnte teils unmaßstäbliche Großbauten, die nicht nur in Relation zur ehemaligen, sondern auch zur bescheidenen Architektur der frühen Wiederaufbaujahre in krassem Gegensatz stehen. Erst zu Beginn der 1980er Jahre setzte ein allmähliches Umdenken ein. Deutlichstes Zeichen dafür war – wenn auch denkmalpflegerisch umstritten – die weitgehende originalgetreue Rekonstruktion der historischen Bebauung des östlichen Römerberges. Auch der Wiederaufbau des Leinwandhauses, des neben dem Rathaus einzigen verbliebenen öffentlichen Gebäudes der Altstadt aus dem Mittelalter, erfolgte in dieser Zeit und setzte in seiner handwerklichen Qualität, der auch das Innere unter Einsatz historischer Techniken berücksichtigte, neue Maßstäbe.
Mit dem Abriss des Historischen Museums sowie des Technischen Rathauses, den umstrittensten Großbauten im gesamten Altstadtgebiet aus den frühen 1970er Jahren, und der seit 2013 laufenden teils originalgetreuen, teils interpretierenden Rekonstruktion eines kleinen Teils der Altstadt auf dem Dom-Römer-Areal sind zu Beginn des 21. Jahrhunderts fortgesetzt restaurative Tendenzen zu beobachten. Diese städtebauliche Unternehmung ist als Dom-Römer-Projekt bekannt.
Der Denkmalbestand des jetzigen Stadtteils – in etwa entsprechend dem karolingischen Kern und der staufischen Erweiterung – besteht größtenteils aus den wiederhergestellten Kirchen, öffentlichen Gebäuden sowie vor allem bis heute nach Kriegsschäden vereinfachten Privatbauten des 19. und frühen 20. Jahrhunderts. Nahezu die einzigen erhaltenen Zeugnisse älteren bürgerlichen Lebens in dem Gebiet sind die überwiegend dem 18. Jahrhundert entstammenden, teils nach dem Zweiten Weltkrieg an neue Standorte versetzten Brunnen. In jüngerer Zeit kamen zum Denkmalbestand auch Bauwerke aus der Ära des Wiederaufbaus, also den 1950er und 1960er Jahren, hinzu.

## Kulturdenkmäler in Frankfurt-Altstadt
| Bild | Bezeichnung                                             | Lage                                                                                         | Beschreibung | Bauzeit | Daten      |
| --- | ------------------------------------------------------- | -------------------------------------------------------------------------------------------- | --- | --- | ---------- |
| Alte Mainzer Gasse 23, von Südwesten gesehen | Küsterhaus                                              | Alte Mainzer Gasse 23 Lage                                                                   | Im Kern klassizistische Villa, später verändert; ursprüngliche Einfriedung. | um 1790 (Kernbau) / um 1910 (Veränderungen) | 518189 DDB |
| An der Kleinmarkthalle 1–11, von Nordosten gesehen                                                                                                   |                                                         | An der Kleinmarkthalle 1–11 (= Berliner Straße 20–36, Hasengasse 1–3, Ziegelgasse 2) Lage    | Moderne Wohnhäuser nach Entwurf von Max Meid & Helmut Romeick. Erhöhte rückwärtige Kopfbauten einer drei Höfe umschließenden Baugruppe entlang der Berliner Straße 20–36 (siehe Berliner Straße 20–36). | 1952 |            |
| Berliner Straße 14, von Südsüdwest gesehen |                                                         | Berliner Straße 14 (= Hasengasse 2, Im Trierischen Hof 17) Lage                              | siehe Hasengasse 2. | 1952 |            |
| Berliner Straße, Blick vom Museum für Moderne Kunst                                                                                                  |                                                         | Berliner Straße 20–36 (= An der Kleinmarkthalle 1–11, Hasengasse 1–3, Ziegelgasse 2) Lage    | Moderne Wohnhäuser nach Entwurf von Max Meid & Helmut Romeick. In zeittypischem Wechsel von stehendem und liegendem Trakt zu einem Gebäudekomplex um drei Höfe gruppiert; rückwärtige Kopfbauten (siehe An der Kleinmarkthalle 1–11). | 1952 |            |
| Berliner Straße 27, von Nordwesten gesehen | Ehemalige Göppinger Galerie                             | Berliner Straße 27 Lage                                                                      | Eigenes Büro- und Wohnhaus des Architekten Otto Apel mit separatem Hinterhaus zur Braubachstraße. Entwurf von Eberhard Brandl und Apel als gelungene Hommage an Le Corbusier. | 1956 |            |
| Berliner Straße 40 / Neue Kräme 26, von Südwesten gesehen                                                                                            |                                                         | Berliner Straße 40 (= Neue Kräme 26) Lage                                                    | Sechsgeschossiges Bürohaus von Ludwig Happ im Zuge der neuen Berliner Straße gebaut. Arkadiertes Erdgeschoss, zurückgesetztes Obergeschoss. | 1953 |            |
| Seufzerbrücke zwischen Nord- und Südteil des Neuen Frankfurter Rathauses über der Bethmannstraße, vom Paulsplatz aus                                 | Neues Rathaus – Nordbau                                 | Berliner Straße 43 (= Kornmarkt 2, Paulsplatz 9) Lage                                        | Monumentaler Gebäudekomplex nach Entwürfen von Franz von Hoven und Ludwig Neher in Formen des Neobarock, gruppiert um zwei Höfe. Ostseite als Hauptfassade mit ehemals übergiebelter Mitte, überkuppelten Eckerkern, figürlich dekoriertem Portal – entsprechend der üppigen Bauplastik ringsum. Südwärts auf Atlantenpaar ansetzende Bogenbrücke als Verbindung zum Südbau (siehe Bethmannstraße 3–5); Reste ursprünglicher Interieurs. | 1900–1908 |            |
| Ehemaliges Gebäude des Bundesrechnungshofs, von der Ecke Kornmarkt / Berliner Straße aus gesehen                                                     | Ehemaliger Bundesrechnungshof                           | Berliner Straße 51 Lage                                                                      | Modernes Verwaltungsgebäude nach Entwurf von Friedel Steinmeyer und Werner Dierschke aus Z-förmig gruppierten Trakten von unterschiedlicher Höhe. Fassaden als sichtbares Betonskelett und fliesenverkleidete Gefache; zeittypisches Treppenhaus. | 1954/1955 |            |
| Berliner Straße 60 / Kornmarkt 4, von Südwesten gesehen                                                                                              | Ehemaliges Haus Breslau                                 | Berliner Straße 60 (= Kornmarkt 4) Lage                                                      | Büro- und Geschäftshaus an der neugeschaffenen Ost-West-Achse. Fassade durch Fensterbänder horizontal betont, zurückgesetztes Dachgeschoss. | 1954 |            |
| Berliner Straße 70, von Südosten gesehen |                                                         | Berliner Straße 70 Lage                                                                      | Flachgedeckter Pavillon auf ovalem Grundriss am westlichen Ende der Berliner Straße nach Entwurf von Edgar Schäfer. | 1956 |            |
| Neues Rathaus – Südbau, vom Maintower aus gesehen | Neues Rathaus – Südbau                                  | Bethmannstraße 3–5 (= Buchgasse 14, Limpurgergasse 6–8, Paulsplatz 5–7) Lage                 | Monumentaler Gebäudekomplex nach Entwürfen von Franz von Hoven und Ludwig Neher in Formen der Neurenaissance, gruppiert um drei Höfe mit reicher Bauplastik und vereinzelten Bildern stadthistorischen wie allegorischen Inhalts. Hauptfront nach Norden mit Ansätzen ehemaliger Giebel und aufwendigem Zierportal. Jenseits der Brücke zum Nordbau (siehe Berliner Straße 43) der Bürgersaalbau mit reich gegliederter Fassade – im Ratskeller und Vestibül originale Dekoration aus Malerei, Bildnerei, Keramik und Glas. Treppenhäuser mit neogotischen Gewölben. An der Westseite Ecktürme von unterschiedlicher Höhe. | 1900–1908 |            |
| Bethmannhof an der Bethmannstraße, von Nordosten gesehen                                                                                             | Bethmannhof                                             | Bethmannstraße 7–9 (= Buchgasse 9) Lage                                                      | Neobarocke Dreiflügelanlage mit dekorativem Hoftor; urspr. Mansarddächer vereinfacht ersetzt. Nach Osten barockes Säulenportal. | um 1680 (Säulenportal) / 1895 (Hauptgebäude) |            |
| Bleidenstraße 1 / Neue Kräme 33, von Nordosten gesehen                                                                                               | Ehemaliges Versorgungshaus                              | Bleidenstraße 1 (= Neue Kräme 33) Lage                                                       | Neubau für die Vorsorge-Lebensversicherung nach Wettbewerbsentwurf von Ernst und G. Balser als Betonskelettbau mit Natursteinverkleidung. Zurückgesetztes Dachgeschoss mit Dachterrasse für das Casino unter weit auskragendem Dach. | 1959 |            |
| Braubachstraße 9, von Nordosten gesehen |                                                         | Braubachstraße 9 Lage                                                                        | Mietshaus des Neoklassizismus nach Entwurf des Stadtbaumeisters Joseph Ernst Richter mit expressionistischen Anklängen; konvexe Erkergruppe. Giebel im Zweiten Weltkrieg zerstört, Dach vereinfacht. | 1913 |            |
| Braubachstraße 10 / Domstraße, von Südosten gesehen                                                                                                  | Haus Zur Maus                                           | Braubachstraße 10 (= Domstraße 7) Lage                                                       | Ehemaliges Mietshaus der Neurenaissance nach Entwurf von Hermann Senf und Clemens Musch. Erdgeschoss für Läden arkadiert, am Gebäudeeck Ansatz eines großen Polygonalerkers; skurrile Reliefs. Ursprünglich auf zwei massiven Obergeschossen Fachwerkkonstruktion mit drittem Obergeschoss und zwei Dachgeschossen mit zwei Giebeln und oktogonalem Dachtürmchen. Bis auf das Erdgeschoss im Zweiten Weltkrieg zerstört, auf diesem Neubau unter Einbeziehung des Erkers. | 1906 (Erdgeschoss und Erker) |            |
| Braubachstraße 11 / Domstraße 6, von Nordwesten gesehen                                                                                              |                                                         | Braubachstraße 11 (= Domstraße 6) Lage                                                       | Mietshaus nach Entwurf von Wilhelm Georg Landgrebe mit neoklassizistischen Anklängen, städtebaulich wirksam durch kuppelartig überhöhtes Dach und Kolossalpilaster. | 1912 |            |
| Braubachstraße 12, von Süden gesehen |                                                         | Braubachstraße 12 Lage                                                                       | Mietshaus nach Entwurf von Hermann Senf in der Altstadt angepassten Architekturformen; Ladenarkaden im Umriss expressionistisch. | 1925 |            |
| Braubachstraße 14–16, vom Domturm gesehen |                                                         | Braubachstraße 14–16 Lage                                                                    | Geschäftshaus des Expressionismus nach Entwurf von Franz Roeckle und Hermann Senf, großzügig in Dimension und Gliederung. | 1926 |            |
| Braubachstraße 18-22 (Haus des Handwerks) | Ehemaliges Handwerker-Haus                              | Braubachstraße 18–22 Lage                                                                    | Wohn- und Geschäftshaus nach Entwurf von Paul Vincent Paravicini mit Franz Delcher in eher zur Moderne tendierenden Architekturformen; Dach vereinfacht. | 1926 |            |
| Braubachstraße 24, von Süden gesehen |                                                         | Braubachstraße 24 Lage                                                                       | Mietshaus der Neurenaissance nach Entwurf von Alexander David Karl von Lersner; Giebel zerstört, Dach vereinfacht. Ursprünglich oberhalb des Erdgeschosses auf Konsolen auskragender, von Balkons flankierter zweigeschossiger Fachwerkrisalit mit Giebel; massiv ersetzt. | 1910 |            |
| Braubachstraße 26, von Süden gesehen |                                                         | Braubachstraße 26 Lage                                                                       | Mietshaus der Neurenaissance nach Entwurf von Alexander David Karl von Lersner mit symmetrischer Giebelfront. | 1910 |            |
| Braubachstraße 28, von Südwesten gesehen |                                                         | Braubachstraße 28 Lage                                                                       | Mietshaus der Neurenaissance mit Wellgiebel nach Entwurf von Alexander David Karl von Lersner, errichtet mit dem Bauunternehmen Raab & Heil; rückwärtig im Hof barocker Torbogen des ehemaligen Nürnberger Hofes (siehe Braubachstraße 33). | um 1720 (Torbogen) / 1913 (Hauptgebäude) |            |
| Braubachstraße 30–32, von Südwesten gesehen |                                                         | Braubachstraße 30–32 Lage                                                                    | Modernes städtisches Wohn- und Geschäftshaus nach Entwurf von Adam Heinrich Aßmann, errichtet mit dem Stadtbaurat Eugen Kaufmann; Fassade in ausgewogenen Proportionen mit gereihten Bögen im Erdgeschoss. | 1927 |            |
| Braubachstraße 33, von Nordwesten gesehen |                                                         | Braubachstraße 33 Lage                                                                       | Neoklassizistisches Mietshaus nach Entwurf von Hermann Senf; Fassade mit vertikal betonter Gliederung, zentriert in Balkons mit Karyatiden. Links spätgotischer Durchgang des ehemaligen Nürnberger Hofes unter Netzgewölbe auf Wappenkonsolen (siehe Braubachstraße 28). | um 1410 (Durchgang) / 1914 (Hauptgebäude) |            |
| Braubachstraße 34, von Südwesten gesehen |                                                         | Braubachstraße 34 Lage                                                                       | Mietshaus der Neurenaissance für F. Schanz nach Entwurf von Fritz Geldmacher. Giebelfront mit axialem Erker und seitlichem Zierportal. | 1907 |            |
| Braubachstraße 35 im bauzeitlichen Zustand um 1906, von Nordwesten gesehen · Braubachstraße 35 im Jahr 2010, von Nordwesten gesehen                  |                                                         | Braubachstraße 35 Lage                                                                       | Wohn- und Gasthaus nach Entwurf von Franz von Hoven in Mischformen aus Neugotik und -renaissance – entsprechend dem damals integrierten Steinernen Haus im Süden (siehe Markt 42–44). Reicher Dekor an axialem Erker und seitlichem Portal. Ursprünglich Fensterverdachungen des Obergeschosses mit gotisierenden Eselsrücken, der Erker mit Wappenadler, dieser mit einem Zinnenkranz als Brüstung des Dachgeschosses verkröpft, darauf an den Brandwänden mit Staffelgiebeln laubenartige Aufbauten zwischen einer Dachterrasse. Bis auf das Erdgeschoss im Zweiten Weltkrieg zerstört, stark vereinfacht mit Walmdach wiederhergestellt. | 1906 |            |
| Braubachstraße 36 / Neue Kräme 2, von Südwesten gesehen                                                                                              | Ehemalige Kopf-Apotheke                                 | Braubachstraße 36 (= Neue Kräme 2) Lage                                                      | Stattliches Mietshaus des Neobarock nach Entwurf von Fritz Geldmacher, Eckposition durch Polygonalerker zwischen variierten Giebelfronten betont; dekorierte Ladenarkaden. | 1906 |            |
| Braubachstraße 37, von Nordosten gesehen |                                                         | Braubachstraße 37 Lage                                                                       | Nobles Mietshaus im Geschmack des 2. Rokoko nach Entwurf von Friedrich Sander. Fassade aus rotem Sandstein mit Kolossalpilastern. Kopie des zerstörten Gebäudes Neue Kräme 3; Giebel im Zweiten Weltkrieg zerstört, Dach vereinfacht. | 1906 |            |
| Braubachstraße 39, von Nordosten gesehen |                                                         | Braubachstraße 39 Lage                                                                       | Mietshaus der Neurenaissance nach Entwurf von Friedrich Sander. Rote Sandsteinfassade mit asymmetrischem Ziererker und -portal. Giebel im Zweiten Weltkrieg zerstört, Dach vereinfacht. | 1907 |            |
| Braubachstraße 41 / Römerberg 36, von Nordwesten gesehen                                                                                             | Haus Zum Kranich                                        | Braubachstraße 41 (= Römerberg 36) Lage                                                      | Mietshaus der Neurenaissance nach Entwurf von Friedrich Sander. Von reich dekorierter Fassade aus rotem Sandstein nur das Erdgeschoss erhalten (Oberbau später). | 1908 (Erdgeschoss) / 1950er Jahre (Oberbau) |            |
| Buchgasse 3, Treppenturm des ehemaligen Hofs Zum Prinz Carl, von Osten gesehen                                                                       | Treppenturm                                             | Buchgasse 3 Lage                                                                             | Oktogonalturm der Renaissance mit Portalarkaden, Muschelbrunnen und Wendeltreppe (ehemals überkuppelt) – Rest eines altstädtischen Hofes (im Zweiten Weltkrieg zerstört, weitgehend Kopie). | um 1600 |            |
| Bethmannhof | Bethmannhof                                             | Buchgasse 9 (= Bethmannstraße 7–9) Lage                                                      | siehe Bethmannstraße 7–9. | um 1680 (Säulenportal) / 1895 (Hauptgebäude) |            |
| Neues Rathaus – Südbau | Neues Rathaus – Südbau                                  | Buchgasse 14 (= Bethmannstraße 3–5, Limpurgergasse 6–8, Paulsplatz 5–7) Lage                 | siehe Bethmannstraße 3–5. | 1900–1908 |            |
| Kaiserdom St. Bartholomäus, von der Untermainbrücke gesehen                                                                                          | Kaiserdom St. Bartholomäus                              | Domplatz Lage                                                                                | Kreuzförmige Hallenkirche der Gotik von einheitlicher Wirkung mit dominierendem Westturm. Langhaus der Frühgotik, nach Brand unter Franz Josef Denzinger erneuert und erhöht; Chor und Querhaus der Hochgotik; spätgotischer Turm, später nach ursprünglichem Plan des Madern Gerthener vollendet. Sakristei und Bibliothek (= Wahlkapelle) (am Chor); Kreuzgang und Patrizierkapellen (am Langhaus), Vorhalle. Fünfte Steinkirche an gleicher Stelle. Vorgängerbauten – spätmerowingische Saalkapelle eines Königshofes, karolingische Saalkirche einer Pfalz, spätkarolingische Basilika mit Querhaus und Apsis für Pfalz und Stift, spätromanischer Bartholomäuschor – anlässlich der Restaurierung des mittelalterlichen Raumeindrucks durch Grabungen des Denkmalamtes gesichert. Gemäß der Bedeutung als zunächst traditionelle, später legitime Wahl- und Krönungskirche der römischen Könige und deutschen Kaiser – reiche Innenausstattung: U. a. im Chor Gestühl und Grabplatte, Wandbilder, Sakramentshaus und Statuen; in den Chorflankenkapellen Figurengruppen, im Querhaus Marienbaldachin und Sakramentshaus, im Turmjoch Kreuzigungsgruppe, Grabmale von der Gotik bis zum Barock. | 1260–1300 (Langhaus) / 1315–ca. 1360 (Chor und Querhaus) / 1415–1514 (Turm) / 1420–1430 (Sakristei und Bibliothek) / 1430–1487 (Kreuzgang und Patrizierkapellen) / 1869–1880 (Erneuerung und Erhöhung des Langhauses, Vorhalle, Vollendung des Turmes) |            |
| Domplatz, Pförtnerhaus, von Nordwesten gesehen | Pförtnerhaus                                            | Domplatz Lage                                                                                | Kassenhaus zur Turmbesteigung in Formen der Neurenaissance. | 1892 |            |
| Archäologischer Garten, vom Turm des Kaiserdoms St. Bartholomäus gesehen                                                                             | Archäologischer Garten                                  | Domplatz Lage                                                                                | Fundamente und Mauerreste älterer Besiedlung, u. a. Nebengebäude einer römischen Villa, axial auf den Dom bezogene Karolingerpfalz, Häuser des späten Mittelalters. | 2.–16. Jahrhundert |            |
| Domplatz 14, von Südosten gesehen | Dompfarrhaus                                            | Domplatz 14 Lage                                                                             | Neobarockes Mietshaus nach Entwurf von Wilhelm Georg Landgrebe, errichtet mit dem Unternehmer Gustav Gebauer. Axiales Säulenportal mit Stadtadler und Marienstatue. Giebel im Zweiten Weltkrieg zerstört, Dach vereinfacht. | 1907 |            |
| Domstraße 2, von Nordwesten gesehen |                                                         | Domstraße 2 Lage                                                                             | Mietshaus des Neoklassizismus nach Entwurf von Wilhelm Georg Landgrebe mit reliefiertem Zierportal. Giebel im Zweiten Weltkrieg zerstört, Dach vereinfacht. | 1912 |            |
| Domstraße 4, von Nordwesten gesehen |                                                         | Domstraße 4 Lage                                                                             | Mietshaus des Neoklassizismus nach Entwurf von Wilhelm Georg Landgrebe mit Kolossalpilastern und Zierportal. Giebel im Zweiten Weltkrieg zerstört, Dach vereinfacht. | 1912 |            |
| |                                                         | Domstraße 6 (= Braubachstraße 11) Lage                                                       | siehe Braubachstraße 11. | 1912 |            |
| Haus Zur Maus | Haus Zur Maus                                           | Domstraße 7 (= Braubachstraße 10) Lage                                                       | siehe Braubachstraße 10. | 1906 (Erdgeschoss und Erker) |            |
| Rest der Staufenmauer westlich des Straßenzuges An der Staufenmauer                                                                                  | Staufermauer                                            | Fahrgasse Lage                                                                               | Romanische Stadtmauer (später z. T. erneuert); innere Mauerseite mit unregelmäßigen Bögen und Auflager des ehemaligen Wehrganges. | um 1180 / 1711 (Erneuerung) |            |
| Fahrgasse 26, vom Domturm gesehen | NEFF-Hochhaus                                           | Fahrgasse 26 Lage                                                                            | Erstes Appartementhochhaus nach dem Krieg von Johannes Krahn entworfen. | 1955 |            |
| Fahrgasse 27, Barockrelief des ehemaligen Gasthauses Zum goldenen Löwen, von Osten gesehen                                                           | Löwe                                                    | Fahrgasse 27 Lage                                                                            | Barockrelief vom ehemaligen Gasthaus „Zum goldenen Löwen“ als Türsturz eines Mietshauses. | um 1750 (Relief) / 1938 (Mietshaus) |            |
| weitere Bilder | Löwenbrunnen                                            | Fahrgasse 27 Lage                                                                            | Klassizistischer Pumpenbrunnen nach Entwurf von Johann Leonhardt Aufmuth aus Sandsteinpfeiler mit schildbewehrtem Löwen, Reliefdekor und Becken. Stand bis zum Zweiten Weltkrieg auf dem Platz An der Zange in der Fahrgasse. | 1781 |            |
| Fahrtor 1 (Haus Wertheym) | Haus Wertheym                                           | Fahrtor 1 Lage                                                                               | Repräsentatives Fachwerkhaus der Renaissance aus arkadiertem Erdgeschoss in Stein und doppelt ausgekragten Obergeschossen in dekorativem Holzgefüge; Giebel verschiefert (überdimensionierte Gauben modern). | um 1600 |            |
| Fahrtor | Fahrtor                                                 | Fahrtor 2 Lage                                                                               | Spätgotischer Polygonalerker nach Eberhard Friedbergers Entwurf (von der ehemaligen Uferbefestigung) an klassizistischem Zollgebäude. | 1459/1460 (Polygonalerker) / 1840 (Zollgebäude) |            |
| Fried-Lübbecke-Anlage, Schöppenbrunnen, von Nordosten gesehen                                                                                        | Schöppenbrunnen                                         | Fried-Lübbecke-Anlage Lage                                                                   | Spätbarocker Pumpenbrunnen nach Entwurf von Johann Michael Datzerath aus Sandsteinpfeiler mit Rokokoreliefs, vorgesetztem Becken und Kaiserstatue (vermutlich Joseph II.) Stand bis zum Zweiten Weltkrieg auf dem Krautmarkt. | 1776 |            |
| Holzgraben, Stoltze-Brunnen, von Südosten gesehen | Stoltze-Brunnen                                         | Friedrich-Stoltze-Platz Lage                                                                 | Denkmal der Neurenaissance nach Entwurf von Friedrich Schierholz für den Lokalpatrioten und Heimatdichter Friedrich Stoltze (1816–1891); stufiger Aufbau mit Wasserbecken, reliefiertem Brunnenstock aus Sandstein und Bronzebüste (z. T. Kopie). Stand bis zum Zweiten Weltkrieg auf dem Hühnermarkt. | 1895 |            |
| Große Fischerstraße 19, von Südosten gesehen |                                                         | Große Fischerstraße 19 Lage                                                                  | Geräumiges Mietshaus des Klassizismus. | um 1790 |            |
| |                                                         | Hasengasse 1–3 (= An der Kleinmarkthalle 1–11, Berliner Straße 20–36, Ziegelgasse 2) Lage    | siehe An der Kleinmarkthalle 1–11, Berliner Straße 20–36. | 1952 |            |
| Berliner Straße 14 / Hasengasse 2 / Im Trierischen Hof 17, von Südwesten gesehen                                                                     |                                                         | Hasengasse 2 (= Berliner Straße 14, Im Trierischen Hof 17) Lage                              | Appartementhochhaus mit neun Geschossen nach Entwurf von Werner Hebebrand und Walter Schlempp als eine der ersten Wiederaufbaumaßnahmen nach dem Krieg im Zuge der Neuordnung der Berliner Straße realisiert. | 1952 |            |
| Kleinmarkthalle Frankfurt, von Osten gesehen | Kleinmarkthalle                                         | Hasengasse 7 Lage                                                                            | Stahlskelettbau von Gerhard Weber und Günther Gottwald entworfen. Von Bürobauten flankierte Halle mit verglaster schräg eingehängter Nordwand. Im Innern Marktplätze im Erdgeschoss, auf der Galerie und in der kleinen Kellerhalle. | 1953–1954 |            |
| |                                                         | Im Trierischen Hof 17 (= Berliner Straße 14, Hasengasse 2) Lage                              | siehe Hasengasse 2. | 1952 |            |
| Karmeliterkloster, vom Commerzbank Tower gesehen | Karmeliterkloster und -kirche                           | Karmelitergasse 3–5 (= Münzgasse 9) Lage                                                     | Spätgotische Klostergebäude um rechteckigen Arkaden-Kreuzgang nördlich der mit Kapelle durch die Karmeliten ständig erweiterten Saalkirche. Refektorium als zweischiffige Halle im Nordtrakt – hier und im Kreuzgang große Zyklen spätmittelalterlicher Wandbilder zur Ordens- und Heilsgeschichte von Jerg Ratgeb. Im Zweiten Weltkrieg alle Klostergebäude ausgebrannt, von der Kirche Chor und das Querschiff mit den Gewölben, vom Langhaus nur die Umfassungsmauern erhalten. Zunächst Wiederaufbau und Veränderung der Klostergebäude, später nach Wettbewerb Wiederaufbau der Kirche als Teil des Archäologischen Museums Frankfurt durch Josef Paul Kleihues. | 13.–15. Jahrhundert (Saalkirche und Erweiterungen) / ca. 1460–1520 (Klostergebäude) / 1514–1519 (Wandgemälde) / 1955–1957 (Wiederaufbau und Veränderung der Klostergebäude) / 1984–1988 (Wiederaufbau der Kirche)                                      |            |
| Bild gesucht BW |                                                         | Kleiner Hirschgraben (= Kornmarkt 7–11, Weißadlergasse 2) Lage                               | siehe Kornmarkt 7–11. | 1955–1958 |            |
| Bild gesucht BW | Neues Rathaus – Nordbau                                 | Kornmarkt 2 (= Berliner Straße 43, Paulsplatz 9) Lage                                        | siehe Berliner Straße 43. | 1900–1908 |            |
| Ehemaliges Haus Breslau | Ehemaliges Haus Breslau                                 | Kornmarkt 4 (= Berliner Straße 60) Lage                                                      | siehe Berliner Straße 60. | 1954 |            |
| Kleiner Hirschgraben / Kornmarkt 7–11 / Weißadlergasse 2, von Nordosten gesehen                                                                      |                                                         | Kornmarkt 7–11 (= Kleiner Hirschgraben, Weißadlergasse 2) Lage                               | Bebauung aus Wohn- und Geschäftshäusern des Architekten Karl Weber-Flumm im Auftrag der NH, der Süwag und der ABG, deren kleinteilige Architektur an die verlorenen Altstadthäuser erinnern sollte. | 1955–1958 |            |
| Parkhaus Hauptwache, von Südwesten gesehen | Parkhaus Hauptwache                                     | Kornmarkt 10 Lage                                                                            | Modernes Parkhaus nach Entwurf von Max Meid & Helmut Romeick mit großzügig verglasten Klinkerfronten. | 1956 |            |
| Heilig-Geist-Kirche mit dem Chor der ehemaligen Dominikanerkirche und Annex-Klosterbauten, von Nordosten gesehen                                     | Dominikanerkloster und Evangelische Heilig-Geist-Kirche | Kurt-Schumacher-Straße 23 Lage                                                               | Ursprünglich gotische Klosteranlage der Dominikaner, später barock verändert, nach Kriegsschäden modern ersetzt. Rechteckige Baugruppe; unter barocken Kreuzgangarkaden Grabsteine und spätgotische Gewölbereste. Von ehemaliger Hallenkirche nur noch rippengewölbter Polygonalchor nach Entwurf J. Östreichers. | 1470–1472 (Chor) / Ende 15. Jahrhundert (Grabsteine) / 1679 (Kreuzgangarkaden) / 1955–1960 (übrige Bauteile) |            |
| Der Liebfrauenbrunnen mit der Liebfrauenkirche im Hintergrund                                                                                        | Liebfrauenbrunnen                                       | Liebfrauenberg Lage                                                                          | Spätbarocker Zierbrunnen nach Entwurf des Stadtbaumeisters Johann Andreas Liebhardt. – Im Brunnenbecken ein Obelisk mit allegorischen Reliefs und Figuren von Johann Michael Datzerath (weitgehend Kopie). | 1770 |            |
| Liebfrauenberg 37, von Nordosten gesehen |                                                         | Liebfrauenberg 37 Lage                                                                       | Platzbestimmendes Geschäftshaus nach Plänen von Hans Busch mit farbigem Mosaikdekor auf Stützen und Brüstungsfeldern. | 1953 |            |
| Liebfrauenberg 39 / Neue Kräme 34, von Nordwesten gesehen                                                                                            | Haus zum Paradies und Grimmvogel                        | Liebfrauenberg 39 (= Neue Kräme 34) Lage                                                     | Spätbarockes Bürgerhaus nach Entwurf von J. W. Kayser. – Palaisartiges Gebäude um kleinen Hof mit beidseitig übergiebelten Fassaden. Mansarddach rekonstruiert. | 1775 / 1980er Jahre (Rekonstruktion des Mansarddaches) |            |
| Liebfrauenkirche, von Südwesten gesehen | Katholische Liebfrauenkirche                            | Liebfrauenstraße 2–4 Lage                                                                    | Spätgotische Hallenkirche mit höherem Polygonalchor nach Entwurf von J. Östreicher (Langhausgewölbe zerstört). Südseite mit klassizistischem Vorbau von Friedrich Rumpf, dahinter Tympanonrelief über Madern Gertheners Dreikönigsportal. Im Inneren Reste mittelalterlicher und barocker Ausstattung. | 1310–1478 (Kirche) / 1425 (Tympanonrelief) / 1506–1509 (Chor) / 1824 (Vorbau) |            |
| weitere Bilder | Herkules-Brunnen                                        | Limpurgergasse 2 (Römerhöfchen) Lage                                                         | Zierbrunnen der Neurenaissance nach Entwurf von Joseph Kowarzik; an oktogonalem Becken allegorische Reliefs, auf axialem Brunnenstock eine Bronzestatue. | 1904 |            |
| Neues Rathaus – Südbau | Neues Rathaus – Südbau                                  | Limpurgergasse 6–8 (= Bethmannstraße 3–5, Buchgasse 14, Paulsplatz 5–7) Lage                 | siehe Bethmannstraße 3–5. | 1900–1908 |            |
| Mainkai und Untermainkai mit Dom und Skyline von der Ecke zur Fahrgasse im Osten bis zur Untermainbrücke im Westen, von der Alten Brücke aus gesehen | Uferpromenade und -befestigung                          | Mainkai Lage                                                                                 | Kaimauer mit zum Teil parkartig gestalteter Promenade und Hochkai sowie Resten der bastionär verstärkten Stadtmauer der Spätgotik. | 15. und 17. Jahrhundert (Stadtmauer) / ab 1826 (Kaimauer und parkartige Gestaltung) |            |
| Eiserner Steg, vom Domturm gesehen | Eiserner Steg                                           | Mainkai Lage                                                                                 | Fußgängerbrücke nach Entwurf von Peter Schmick als eiserne Fachwerkkonstruktion auf zwei Strompfeilern und mit beidseitigen Treppenaufgängen aus Sandstein; am Südufer Kandelaberputten (ehemals mit neugotischen Zwillingsfialen). | 1868/1869 |            |
| Mainkai 6/7, von Südosten gesehen |                                                         | Mainkai 6/7 Lage                                                                             | Schlichtes Doppelhaus des Klassizismus. | um 1840 |            |
| Mainkai 39, vom Eisernen Steg gesehen |                                                         | Mainkai 39 Lage                                                                              | Mietshaus der Neurenaissance. Noble Werksteinfassade mit Axialerker. | 1879 |            |
| Mainkai 40, vom Eisernen Steg gesehen |                                                         | Mainkai 40 Lage                                                                              | Im Kern spätbarockes Wohnhaus, später klassizistisch verändert und durch Erker ergänzt. | um 1780 (Kernbau) / um 1840 (Veränderung und Erker) |            |
| Leonhardskirche, vom Mainkai gesehen | Katholische Leonhardskirche                             | Mainkai Lage                                                                                 | Spätromanische Basilika mit Zwillingstürmen über halbrunden Apsiden und reich dekorierten Nordportalen – überfangen von spätgotischer Hallenkirche – vermutlich nach Entwurf von Madern Gerthener – mit Emporen, Polygonalchor und Außenschiffen; nach Nordosten Salvatorkapelle von Hans Baltz. – Im Inneren Reste vorwiegend spätgotischer Ausstattung, u. a. Glasgemälde. | ab 1219 (spätromanische Basilika) / ab circa 1425 (spätgotische Hallenkirche) / um 1435 (Glasgemälde) / um 1515 (Salvatorkapelle) |            |
| Frauen- oder Mainpförtchen, von Südosten gesehen | Frauen- oder Mainpförtchen                              | Mainkai 51 Lage                                                                              | Spätgotische Schlupfpforte der ehemaligen Stadtbefestigung. | um 1400 |            |
| Steinernes Haus, von Südosten gesehen | Steinernes Haus                                         | Markt 42–44 Lage                                                                             | Spätgotisches Bürgerhaus der Familie Melem mit Ladenarkaden, dekorativem Wehrgang, Eckerkern und hohem Walmdach; originales Gewölbe. Nach Zerstörung im Zweiten Weltkrieg fast vollständig rekonstruiert. | 1464 (Kernbau) / 1959–1962 (Rekonstruktion) |            |
| Karmeliterkloster und -kirche | Karmeliterkloster und -kirche                           | Münzgasse 9 (= Karmelitergasse 3–5) Lage                                                     | siehe Karmelitergasse 3–5. | 13.–15. Jahrhundert (Saalkirche und Erweiterungen) / ca. 1460–1520 (Klostergebäude) / 1514–1519 (Wandgemälde) / 1955–1957 (Wiederaufbau und Veränderung der Klostergebäude) / 1984–1988 (Wiederaufbau der Kirche)                                      |            |
| |                                                         | Neue Kräme 2 (= Braubachstraße 36) Lage                                                      | siehe Braubachstraße 36. | 1906 |            |
| Neue Kräme 8, von Südwesten gesehen | Haus zum Roten Kopf                                     | Neue Kräme 8 Lage                                                                            | Neobarockes Mietshaus nach einem Entwurf von Fritz Geldmacher mit ehemals übergiebelter Zierfassade. | 1906 |            |
| Neue Kräme 25, von Nordosten gesehen |                                                         | Neue Kräme 25 Lage                                                                           | Neobarockes Wohn- und Geschäftshaus mit übergiebelter Zierfassade. | um 1895 |            |
| |                                                         | Neue Kräme 26 (= Berliner Straße 40) Lage                                                    | siehe Berliner Straße 40. | 1953 |            |
| Ehemaliges Versorgungshaus | Ehemaliges Versorgungshaus                              | Neue Kräme 33 (= Bleidenstraße 1) Lage                                                       | siehe Bleidenstraße 1. | 1959 |            |
| Haus zum Paradies und Grimmvogel | Haus zum Paradies und Grimmvogel                        | Neue Kräme 34 (= Liebfrauenberg 39) Lage                                                     | siehe Liebfrauenberg 39. | 1775 / 1980er Jahre (Rekonstruktion des Mansarddaches) |            |
| Haus zum Goldenen Schwan, von Nordwesten gesehen | Haus zum Goldenen Schwan                                | Paulsplatz 3 (= Römerberg 19–23) Lage                                                        | Im Kern mittelalterliches Bürgerhaus; als Teil des Rathauses im Erdgeschoss durch spätgotische Pfeilerhalle mit Sterngewölben, später durch barocke Nordfassade nach Entwurf von Johann Jakob Samhammer verändert. Zweites Obergeschoss und Dach mit Laterne im Zweiten Weltkrieg zerstört, stark vereinfacht ohne Laterne wiederhergestellt. | vor 1322 (Kernbau) / 1406/07 (Pfeilerhalle) / 1731 (barocke Nordfassade) / 1950–1952 (Wiederherstellung) |            |
| Bild gesucht BW | Neues Rathaus – Südbau                                  | Paulsplatz 5–7 (= Bethmannstraße 3–5, Buchgasse 14, Limpurgergasse 6–8, Paulsplatz 5–7) Lage | siehe Bethmannstraße 3–5. | 1900–1908 |            |
| Bild gesucht BW | Neues Rathaus – Nordbau                                 | Paulsplatz 9 (= Berliner Straße 43, Kornmarkt 2) Lage                                        | siehe Berliner Straße 43. | 1900–1908 |            |
| Paulskirche, vom Maintower gesehen | Paulskirche                                             | Paulsplatz Lage                                                                              | Klassizistischer Zentralbau nach Entwurf des Stadtbaumeisters Johann Andreas Liebhardt von Johann Friedrich Christian Hess. Queroval aus rotem Sandstein mit Frontturm. – Nach Zerstörung durch Rudolf Schwarz unter anderem vorwiegend innen modern erneuert; außen zahlreiche Denkmäler. | 1789–1833 (Kernbau) / 1947–1949 (Erneuerung) |            |
| weitere Bilder | Einheits-Denkmal                                        | Paulsplatz Lage                                                                              | Gedächtnisstätte deutscher Einheit nach Entwurf von Fritz Hessemer als Obelisk mit Reliefs und Bronzefigur von H. Kaufmann. | 1903 |            |
| Haus Laderam/Alt-Limpurg, von Osten gesehen | Haus Laderam/Alt-Limpurg                                | Römerberg 19 Lage                                                                            | Fassade mit spätgotischem Stufengiebel und neogotischem Dekor nach Entwurf von Max Meckel. Westlich sich anschließend Haus Silberberg als Renaissancebau, rückwärtig im Römerhöfchen oktogonaler Treppenturm der Renaissance. Nach Zerstörung vereinfacht erneuert. | 14. Jahrhundert (Kernbau) / 1595 (Haus Silberberg) / 1627 (Treppenturm) / 1896/97 (neogotisches Dekor) / um 1950 (Erneuerung) |            |
| Haus zum Römer, von Osten gesehen | Haus zum Römer                                          | Römerberg 21 Lage                                                                            | Dominierender Mittelbau der Spätgotik mit barockem Glockenträger und neogotischem Zierrat – Wappenbalkon und Kaiserstatuen – nach Entwurf von Max Meckel; im Erdgeschoss Römerhalle mit Sterngewölben und Barockportal der Kaisertreppe, darüber Kaisersaal der Krönungsbankette mit Herrscherbildern der Romantik, u. a. von Alfred Rethel, Eduard von Steinle, Philipp Veit. Nach Zerstörung vereinfacht erneuert. | 14. Jahrhundert (Kernbau) / 1405/06 (Sterngewölbe) / 1741 (Kaisertreppe) / 1836–1853 (Herrscherbilder) / 1896/97 (neogotischer Zierrat) / um 1950 (Erneuerung)                                                                                         |            |
| Haus Löwenstein, von Osten gesehen | Haus Löwenstein                                         | Römerberg 23 Lage                                                                            | Fassade mit spätgotischem Stufengiebel, Renaissancegliederung und Wappendekor nach Entwurf von Max Meckel; westlich dahinter Reste von Haus Wanebach. Nach Zerstörung vereinfacht erneuert. | 14. Jahrhundert (Kernbau) / um 1600 (Renaissancegliederung) / 1896/97 (Wappendekor) / um 1950 (Erneuerung) |            |
| Haus Frauenstein, von Südosten gesehen | Haus Frauenstein                                        | Römerberg 25 Lage                                                                            | Über spätgotischem Keller steinernes Barockerdgeschoss. Oberbau später. | 1468 (Keller) / um 1760 (Barockerdgeschoss) / um 1950 (Oberbau) |            |
| Salzhaus, von Nordosten gesehen | Salzhaus                                                | Römerberg 27 Lage                                                                            | Arkadiertes Erdgeschoss der Renaissance, später erneuert; in modernem Oberbau allegorische Reliefs der ehemaligen Fachwerkkonstruktion. | um 1600 (Erdgeschoss) / um 1890 (Erneuerung des Erdgeschosses) / um 1950 (Oberbau) |            |
| weitere Bilder | Haus Zum Kranich                                        | Römerberg 36 (= Braubachstraße 41) Lage                                                      | siehe Braubachstraße 41. | 1908 (Erdgeschoss) / 1950er Jahre (Oberbau) |            |
| Gerechtigkeitsbrunnen | Gerechtigkeitsbrunnen                                   | Römerberg Lage                                                                               | Springbrunnen der Neurenaissance. Justitiastatue aus Bronze von Friedrich Schierholz über Reliefs, Brunnenbecken aus Sandstein und Ziergitter. | 1887 | 518834 DDB |
| Evangelische Alte Nikolaikirche | Evangelische Alte Nikolaikirche                         | Römerberg Lage                                                                               | Doppelschiffige Hallenkirche der Frühgotik, mit hochgotischem Chor, mit spätgotischer Dachgalerie und Turmgeschossen ergänzt; Turmunterbau älter. Ursprünglich Ratskapelle (Ersatz einer romanischen Saalkirche). Portalplastik, Grabplastik. | um 1240–1270 (Turmunterbau) / um 1270–1290 (Hallenkirche) / ab 1292 (Chor) / 13. Jahrhundert (Portalplastik) / 14. Jahrhundert (Grabplastik) / bis 1467 (Dachgalerie und Turmgeschosse)                                                                |            |
| Saalhof, Ansicht vom Eisernen Steg | Saalhof                                                 | Saalgasse 19 Lage                                                                            | Romanischer Palast, Turm und Palastkapelle mit Apsiserker der Stauferzeit (Rest eines königlichen Burghofes als Ersatz der Karolingerpfalz vor dem Dom, jetzt Museum). Flussabwärts schließen sich der Burnitzbau , der in Formen des romantischen Klassizismus nach Entwurf von Rudolf Burnitz errichtet wurde, und der barocke Bernusbau nach Plan von Bernardus Kirnde mit Giebelfassaden an. | um 1160 (Palast, Turm und Palastkapelle) / 1715–1717 (Bernusbau) / 1842 (Burnitzbau) |            |
| weitere Bilder | Tugendbrunnen                                           | Töngesgasse vor 13 Lage                                                                      | Klassizistischer Pumpenbrunnen (Kopie) mit allegorischer Rokokostatue. Stand bis zum Zweiten Weltkrieg als Heilig-Geist-Brunnen in der Saalgasse. | 1768 (Rokokostatue) / 1832 (Pumpenbrunnen) | 518875 DDB |
| Stoltze-Museum, Fassade und Treppenturm, von Südosten gesehen                                                                                        | Stoltzeturm                                             | Töngesgasse 36 Lage                                                                          | Oktogonaler Treppenturm der Renaissance (jetzt Museum), westlich gegenüber barocke Hausfassade (weitgehend kopiert). | um 1600 (Treppenturm) / um 1750 (Hausfassade) | 155639 DDB |
| Hermann-Schlosser-Haus, von Südosten gesehen | Hermann-Schlosser-Haus                                  | Untermainkai 4 Lage                                                                          | Klassizistische Villa nach Entwurf von Johann Friedrich Christian Hess; annähernd kubischer Bau mit noblen Fassaden und Gartenterrasse. | 1823 | 518882 DDB |
| Untermainkai, Mägdleinbrunnen, von Nordosten gesehen                                                                                                 | Mägdleinbrunnen                                         | Untermainkai hinter 4 Lage                                                                   | Klassizistischer Pumpenbrunnen mit puttoartiger Mädchenstatue. Stand bis zum Zweiten Weltkrieg an einem Degussa-Gebäude von 1912 (Alte Mainzer Gasse 64). | 1798 | 518883 DDB |
| Atlasbrunnen | Atlas-Brunnen                                           | Weckmarkt hinter 2 Lage                                                                      | Klassizistischer Pumpenbrunnen mit Atlantenfigur von Johann Michael Datzerath. | um 1780 | 518889 DDB |
| Leinwandhaus, von Nordwesten gesehen | Leinwandhaus                                            | Weckmarkt 17 Lage                                                                            | Spätgotisches Bürgerhaus mit Ladenarkaden, dekorativem Wehrgang, Eckerkern und hohem Walmdach (weitgehend rekonstruiert). | um 1390 (Kernbau) / 1980–1983 (Rekonstruktion) | 518887 DDB |
| Bild gesucht BW |                                                         | Weißadlergasse 2 (= Kleiner Hirschgraben, Kornmarkt 7–11) Lage                               | siehe Kornmarkt 7–11. | 1955–1958 |            |
| Bild gesucht BW |                                                         | Ziegelgasse 2 (= An der Kleinmarkthalle 1–11, Berliner Straße 20–36, Hasengasse 1–3) Lage    | siehe An der Kleinmarkthalle 1–11, Berliner Straße 20–36. | 1952 | 156555     |

## Archivalien und Literatur nach Abschnitten

### Einleitung

### Kulturdenkmäler in Frankfurt-Altstadt

#### Archivalien

##### Institut für Stadtgeschichte
- Bestand Farbdias vor 1945, Signatur 508.
- Bestand Fotosammlung Kochmann, Signaturen 1.065 und 1.067.
- Bestand Kartensammlung, Signatur 2.517.

##### Denkmaltopographien, Inventare und ähnliche Nachschlagewerke
- Folkhard Cremer (Bearb.): Handbuch der Deutschen Kunstdenkmäler. Hessen II. Regierungsbezirk Darmstadt. Deutscher Kunstverlag, München 2008, ISBN 978-3-422-03117-3.
- Manfred Gerner: Fachwerk in Frankfurt am Main. Verlag Waldemar Kramer, Frankfurt am Main 1979, ISBN 3-7829-0217-3.
- Heike Kaiser: Denkmaltopographie Stadt Frankfurt am Main. Nachträge. Limitierte Sonderauflage. Henrich, Frankfurt am Main 2000 (Materialien zum Denkmalschutz in Frankfurt am Main 1).
- Heinz Schomann, Volker Rödel, Heike Kaiser: Denkmaltopographie Stadt Frankfurt am Main. Überarbeitete 2. Auflage, limitierte Sonderauflage aus Anlass der 1200-Jahr-Feier der Stadt Frankfurt am Main. Societäts-Verlag, Frankfurt am Main 1994, ISBN 3-7973-0576-1 (Materialien zum Denkmalschutz in Frankfurt am Main 1).

##### Werke zu Architekten und Künstlern
- Albert Dessoff: Monographisches Lexikon der Frankfurter Künstler im neunzehnten Jahrhundert. In: Frankfurter Kunstverein (Hrsg.): Kunst und Künstler in Frankfurt am Main im neunzehnten Jahrhundert. Joseph Baer & Co, Carl Jügel’s Verlag, Heinrich Keller, F.A.C. Prestel, Moritz Abendroth, Frankfurt am Main 1907–1909.
- Friedrich Gwinner: Kunst und Künstler in Frankfurt am Main vom dreizehnten Jahrhundert bis zur Eröffnung des Städel’schen Kunstinstituts. Verlag von Joseph Baer, Frankfurt am Main 1862.
- Friedrich Gwinner: Zusätze und Berichtigungen zu Kunst und Künstler in Frankfurt am Main vom dreizehnten Jahrhundert bis zur Eröffnung des Städel’schen Kunstinstituts. Verlag von Joseph Baer, Frankfurt am Main 1867.
- Thomas Zeller: Die Architekten und ihre Bautätigkeit in Frankfurt am Main in der Zeit von 1870 bis 1950. Henrich, Frankfurt am Main 2004, ISBN 3-921606-51-9.
- Walther Karl Zülch: Frankfurter Künstler 1223–1700. Diesterweg, Frankfurt am Main 1935 (Veröffentlichungen der Historischen Kommission der Stadt Frankfurt am Main 10).

##### Zusatzangaben
- Georg Hartmann, Fried Lübbecke: Alt-Frankfurt. Ein Vermächtnis. Verlag Sauer und Auvermann, Glashütten/Taunus 1971.
- Hermann Meinert, Theo Derlam: Das Frankfurter Rathaus. Seine Geschichte und sein Wiederaufbau. Verlag Waldemar Kramer, Frankfurt am Main 1952.
- Hans Pehl: Kaiser und Könige im Römer. Das Frankfurter Rathaus und seine Umgebung. Verlag Josef Knecht, Frankfurt am Main 1980, ISBN 3-7820-0455-8.
- Günther Vogt, Volkmar Hepp: Das Leinwandhaus zu Frankfurt am Main. Stadt Frankfurt am Main, Dezernat Kultur und Freizeit, Amt für Wissenschaft und Kunst, Frankfurt am Main 1984.